# Hallstein Bøgseth
Hallstein Bøgseth (Levanger, 8 luglio 1954) è un ex combinatista nordico norvegese.

## Biografia
In Coppa del Mondo esordì il 7 gennaio 1984 a Schonach im Schwarzwald (12°), ottenne il primo podio, il 15 dicembre successivo a Planica (3°) e l'unica vittoria il 14 marzo 1986 a Oslo.
In carriera prese parte a tre edizioni dei Giochi olimpici invernali, Lake Placid 1980 (11°), Sarajevo 1984 (11°) e Calgary 1988 (23° nell'individuale, 4° nella gara a squadre), e a cinque dei Campionati mondiali, vincendo quattro medaglie.

## Palmarès

### Mondiali
- 4 medaglie:
  - 1 oro (gara a squadre a Sarajevo/Rovaniemi/Engelberg 1984)
  - 3 argenti (gara a squadre a Oslo 1982; gara a squadre a Seefeld in Tirol 1985; gara a squadre a Oberstdorf 1987)

### Coppa del Mondo
- Miglior piazzamento in classifica generale: 4º nel 1985 e nel 1986
- 4 podi (tutti individuali):
  - 1 vittoria
  - 1 secondo posto
  - 2 terzi posti

#### Coppa del Mondo - vittorie
| Data          | Località | Nazione  | Trampolino        | Spec.       |
| ------------- | -------- | -------- | ----------------- | ----------- |
| 14 marzo 1986 | Oslo     | Norvegia | Holmenkollen K105 | IN LH/15 km |

Legenda:

IN = individuale Gundersen

LH = trampolino lungo